# Michael Merkenschlager

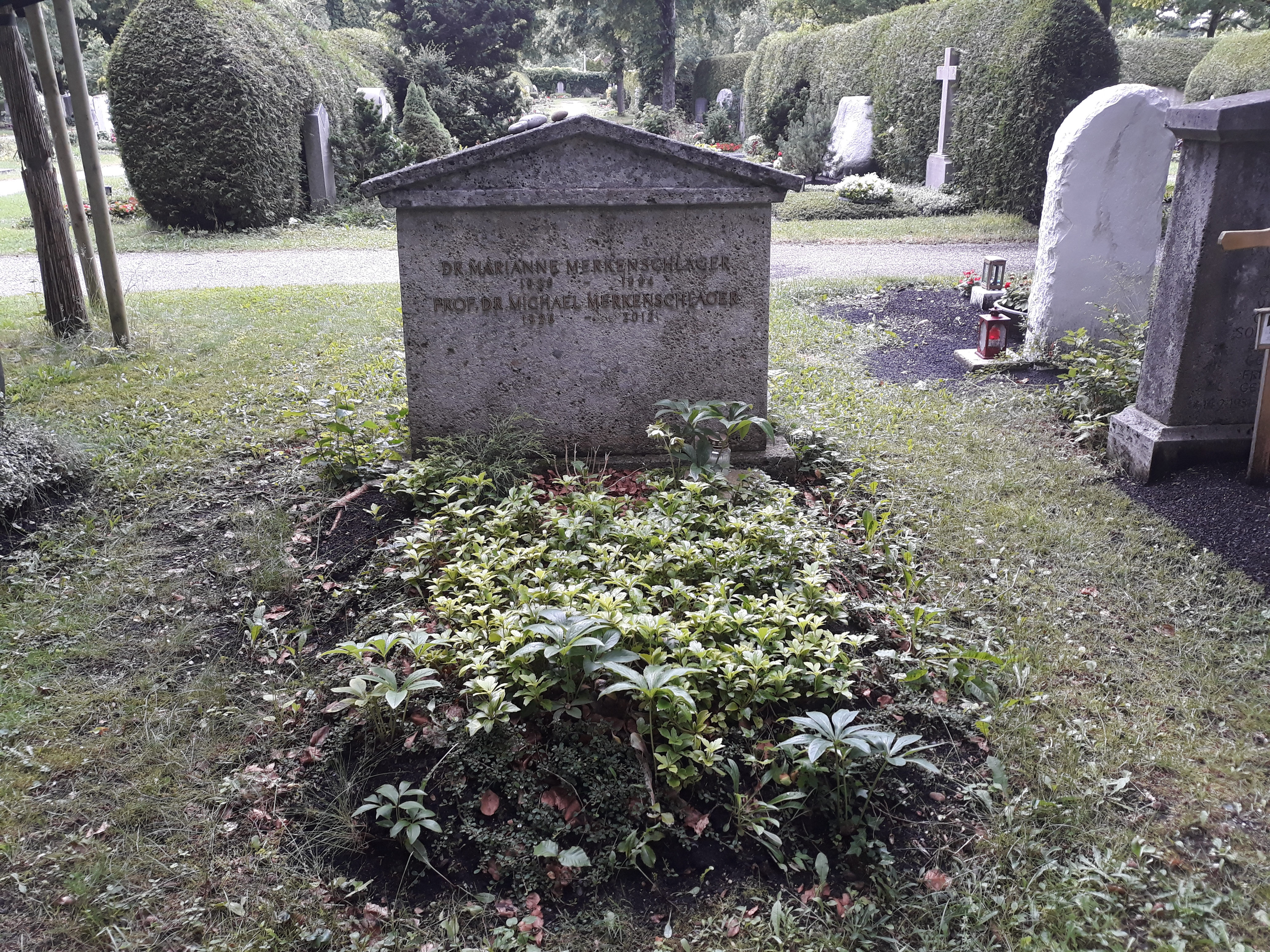
Das Grab von Michael Merkenschlager und seiner Ehefrau Marianne auf dem Waldfriedhof Gauting

Michael Merkenschlager (* 6. März 1926 in Traunstein; † 10. Februar 2012 in Gauting) war ein deutscher Veterinärmediziner.

## Leben
Merkenschlager legte im Juli 1952 an der Tierärztlichen Fakultät der Universität München seine Promotionsschrift vor. Von 1967 war er Professor und Direktor des Instituts für Versuchstierkunde und Krankheiten der Laboratoriumstiere der Freien Universität Berlin, später Inhaber des Lehrstuhls für Physiologie und Physiologische Chemie am Institut für Physiologie, Physiologische Chemie und Ernährungsphysiologie an der Tierärztlichen Fakultät der Universität München.